# Blagny-sur-Vingeanne
Blagny-sur-Vingeanne är en kommun i departementet Côte-d'Or i regionen Bourgogne-Franche-Comté i östra Frankrike. Kommunen ligger i kantonen Mirebeau-sur-Bèze som tillhör arrondissementet Dijon. År 2022 hade Blagny-sur-Vingeanne 125 invånare.

## Befolkningsutveckling
Antalet invånare i kommunen Blagny-sur-Vingeanne
Referens:INSEE